# Oregano
Oregano (Origanum vulgare - L., cunoscut și ca sovârf, șovârv, măghiran sălbatic, busuioc de pădure sau arigan) este o plantă medicinală din familia  Lamiaceae, genului Origanum. Planta este o specie nativă Europei, în regiunea mediteraneană, și sudului și centrului Asiei.
Numele său derivă din grecescul origanon (ὀρίγανον): oros (ὄρος) „munte” și verbul ganousthai (γανοῦσθαι) „a face plăcere”.

## Descriere
Oregano este o plantă perenă, care crește până la 20–80 cm înălțime, cu tulpina în patru muchii. Frunzele sunt opuse, cu o lungime de 1–4 cm, scurt pețiolate, de formă ovală, aproape glabre, cu marginea întreagă sau ușor dințată. Conțin celule cu ulei eteric, acesta fiind motivul utilizării drept condiment. Florile sunt mov, rareori albe, lungi de 3–4 mm, și apar pe țepi. Ele sunt înconjurate de bractee cu marginea de culoare purpurie.
Planta înflorește începând din iulie până în august. Crește prin fânețele din regiunile de deal și de munte.

## Folosință

### Culinar

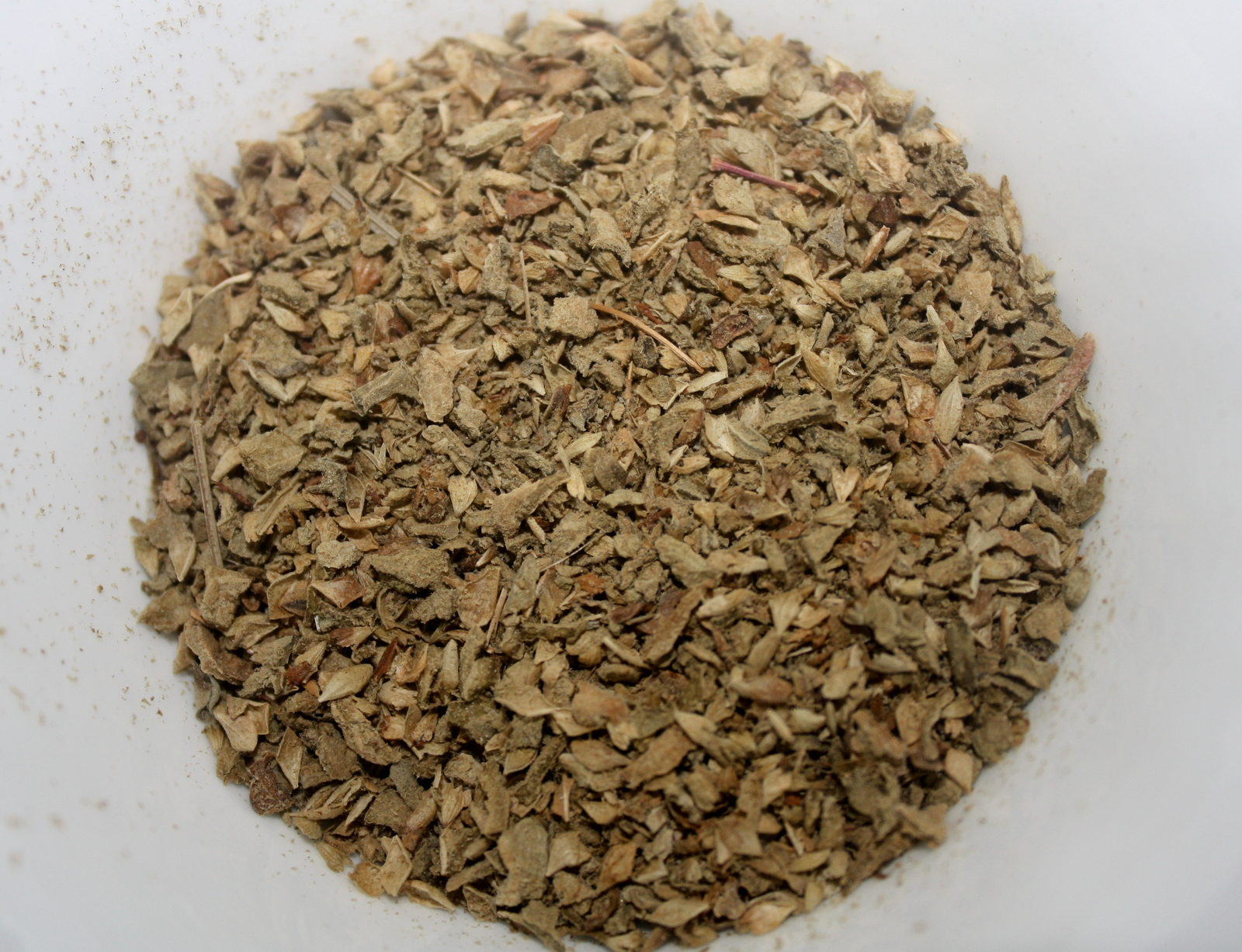
Oregano

Oregano este o plantă culinară, folosită pentru aroma frunzelor sale, care poate fi mai aromată atunci când este uscată decât proaspătă. Are o aromă tic, cald și ușor  amară, care poate varia ca intensitate. Oregano de bună calitate poate fi suficient de puternic aproape pentru a amorți limba, dar culturile adaptate la climatele mai reci pot avea o aromă mai puțin intensă. Factori precum climatul, anotimpul și compoziția solului pot afecta uleiurile aromatice prezente și acest efect poate fi mai mare decât diferențele dintre diversele specii de plante. Printre compușii chimici care contribuie la aromă se numără carvacrol, timol, limonen, pinenă, ocimen și cariofilen.

### Ulei de Oregano

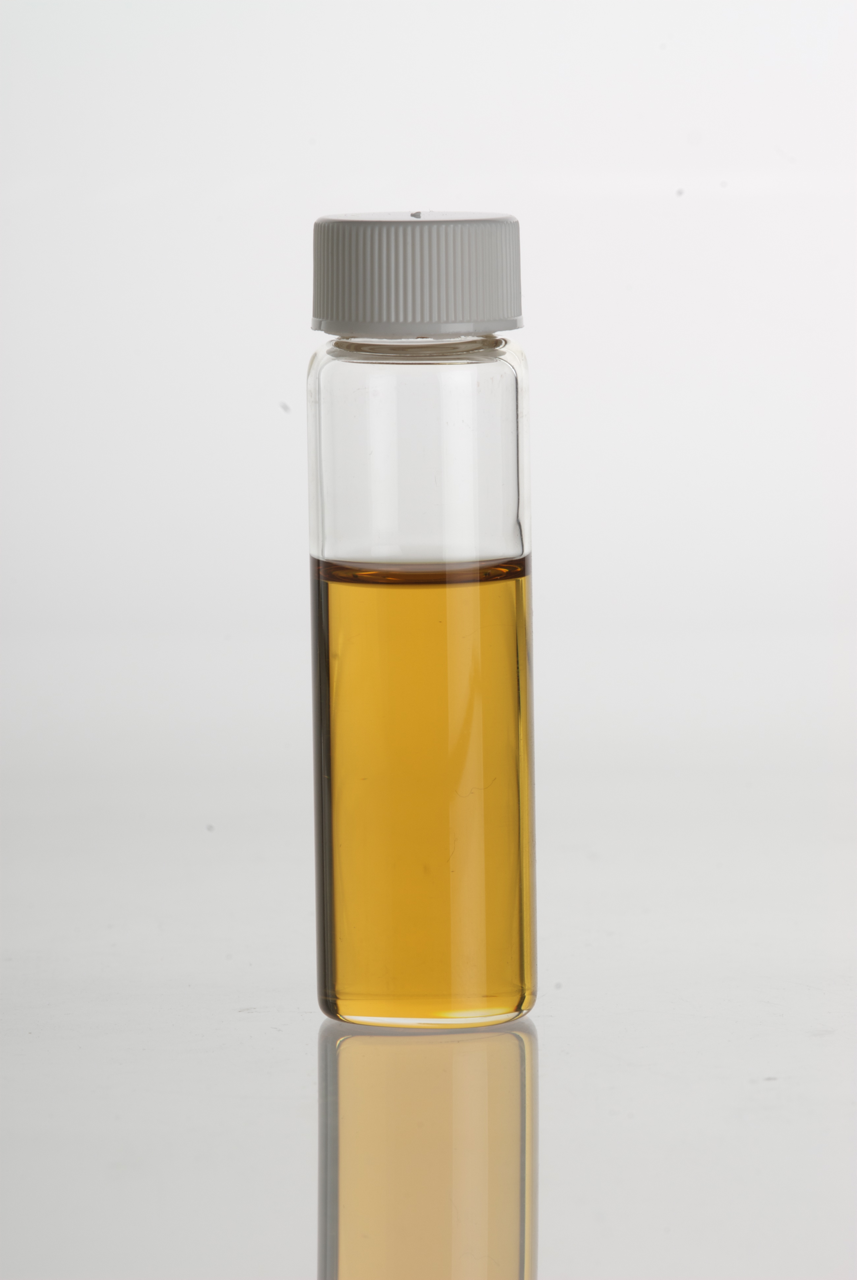
Oregano ulei esențial într-un flacon clar

Uleiul de oregano a fost folosit în medicina populară de-a lungul secolelor. Uleiul esențial de oregano este extras din frunzele plantei de oregano. Cu toate că oregano sau uleiul său pot fi utilizate ca supliment alimentar, nu există dovezi clinice care să indice că fie are vreun efect asupra sănătății umane.
În 2014, Administrația SUA Food and Drug Administration (FDA) a avertizat o companie Utah, Young Living, că produsele sale pe bază de plante, inclusiv oregano uleiul esențial, erau promovate dar au numeroase efecte anti-boală nedovedite și astfel au fost vândute sub formă neautorizată de mărfuri greșite ca medicație, sub pedeapsa confiscării și a pedepselor federale. LaTonya M. Mitchell (22 septembrie 2014).  Inspecții, Conformitate, Executare , și Investigații penale, Administrația SUA pentru alimente și medicamente, ed. „Warning Letter: Young Living”. Accesat în 7 octombrie 2016. Similar FDA scrisori de avertizare pentru publicitate falsă și neprobată cerere de sănătate s despre produsele petroliere esențiale de oregano au fost publicate în 2017 și 2018.  